# Henophyton
Henophyton là chi thực vật có hoa trong họ Cải.